# Dischides yateensis
Dischides yateensis är en blötdjursart som beskrevs av Victor Scarabino 1995. Dischides yateensis ingår i släktet Dischides och familjen Gadilidae. Inga underarter finns listade i Catalogue of Life.